# ارن آلبایراک
ارن آلبایراک (انگلیسی: Eren Albayrak؛ زادهٔ ۲۳ آوریل ۱۹۹۱) یک بازیکن فوتبال اهل ترکیه است. وی همچنین در تیم ملی فوتبال ترکیه بازی کرده‌است.